# حسين آباد ملاامير (مقاطعة فهرج)
حسين‌آباد ملاامير (بالفارسية: حسین‌آباد ملاامیر) هي قرية تقع في ناحية نغين كوير في إيران. يقدر عدد سكانها بـ 330 نسمة .